# 羅曼諾夫卡區
51°45′11″N 42°45′02″E / 51.75306°N 42.75056°E
羅曼諾夫卡區（俄语：Романовский район），是俄羅斯的一個區，位於該國西南部，由薩拉托夫州負責管轄，面積1,300平方公里，2010年人口16,226，人口密度每平方公里12.48人。